# أكديتال
أكديطال (بالفرنسية: Akdital) هي مجموعة رائدة في قطاع الرعاية الصحية الخاصة في المملكة المغربية، تأسست في مدينة الدار البيضاء عام 2011 على يد الدكتور رشدي طالب. انطلقت الشركة كمؤسسة عائلية صغيرة، وسرعان ما توسعت لتصبح إحدى أكبر الشبكات الصحية الخاصة في البلاد. تدير أكديطال، حتى عام 2025، تقوم بتشغيل 36 منشأة صحية موزعة على 21 مدينة مغربية .

## التاريخ
تأسست مجموعة أكديطال عام 2011 على يد الدكتور رشدي طالب، وهو طبيب مختص في التخدير والإنعاش، وذلك عبر افتتاح "مصحة جرادة" في مدينة الدار البيضاء، وكانت تمثل أولى لبنات المجموعة. يُشتق اسم "أكديطال" من دمج اسمي عائلتي المؤسسين: "أكْديم" و"طالب".
بين عامي 2018 و2019، بدأت المجموعة مرحلة توسع استراتيجية من خلال افتتاح أربع مؤسسات صحية إضافية في منطقة الدار البيضاء، تضمنت مصحتين متعددي التخصصات في كل من "عين السبع" و"عين البرجة"، بالإضافة إلى مركزين متخصصين، أحدهما لعلاج الأورام والآخر في أمراض القلب والشرايين.
وفي ديسمبر 2022، تم إدراج أسهم أكديطال في بورصة الدار البيضاء تحت رمز التداول "AKT"، لتصبح بذلك أول شركة خاصة في قطاع الصحة يتم إدراجها في السوق المالية المغربية.

## التوسع و الخطط المستقبلية
بحلول عام 2025، أصبحت مجموعة أكديطال تدير 34 منشأة صحية في مدن مغربية رئيسية مثل الدار البيضاء، الجديدة، وفاس، تقدم من خلالها خدمات طبية متعددة تشمل الجراحة، طب الأورام، أمراض القلب، التوليد، والتصوير الطبي.
وفي فبراير 2025، أعلنت المجموعة عن خطة لتوسيع شبكتها لتشمل 54 منشأة صحية موزعة على 30 مدينة مغربية بحلول عام 2026، مع رفع القدرة الإيوائية الإجمالية إلى نحو 5,700 سرير. يندرج هذا التوسع في إطار استراتيجيتها لتعزيز حضورها الوطني وتوفير خدمات صحية متخصصة في مختلف مناطق المملكة.
كما أبدت أكديطال اهتمامًا بالتوسع خارج المغرب، من خلال الإعلان عن مشاريع مستقبلية في كل من دولة الإمارات العربية المتحدة والمملكة العربية السعودية. ووفقًا لما نشرته المجموعة، فإنها تخطط لاستثمار ما يقارب مليار درهم مغربي في هذه الأسواق، بهدف نقل تجربتها في الرعاية الصحية إلى بيئات جديدة، بما يتماشى مع معايير الجودة والخدمات التي تقدمها محليًا.